# FC Dinamo București în sezonul 1969-1970
Sezonul 1969-70 este al 21-lea sezon pentru FC Dinamo București în Divizia A. Pe banca tehnică este readus Nicolae Nicușor Dumitru care începe o întinerire a echipei, promovând o serie de jucători de la juniori, între care Florin Cheran și Iosif Cavai. După o evoluție bună în turul de campionat, pe care îl încheie pe locul doi, partea secundă este modestă și alb-roșii încheie pe poziția a cincea. În schimb, Dinamo joacă pentru al treilea sezon consecutiv finala Cupei României, dar pierde din nou în fața Stelei.

## Rezultate
| Divizia A | Divizia A          | Divizia A           | Divizia A | Divizia A |
| Etapa     | Data               | Adversar            | Stadion   | Rezultat  |
| --------- | ------------------ | ------------------- | --------- | --------- |
| 1         | 16 august 1969     | Jiul Petroșani      | acasă     | 5-2       |
| 2         | 24 august 1969     | U Cluj              | deplasare | 0-1       |
| 3         | 31 august 1969     | Dinamo Bacău        | acasă     | 3-1       |
| 4         | 7 septembrie 1969  | Steaua București    | deplasare | 3-2       |
| 5         | 13 septembrie 1969 | Steagul Roșu Brașov | deplasare | 1-2       |
| 6         | 20 septembrie 1969 | Petrolul Ploiești   | acasă     | 1-0       |
| 7         | 28 septembrie 1969 | Crișul Oradea       | deplasare | 0-0       |
| 8         | 18 octombrie 1969  | U Craiova           | acasă     | 2-1       |
| 9         | 26 octombrie 1969  | Farul Constanța     | deplasare | 2-1       |
| 10        | 2 noiembrie 1969   | UTA                 | acasă     | 6-0       |
| 11        | 3 decembrie 1969   | FC Argeș            | deplasare | 1-2       |
| 12        | 20 noiembrie 1969  | Rapid București     | acasă     | 0-2       |
| 13        | 23 noiembrie 1969  | CFR Cluj            | acasă     | 3-1       |
| 14        | 30 noiembrie 1969  | Poli Iași           | deplasare | 0-3       |
| 15        | 7 decembrie 1969   | ASA Târgu Mureș     | acasă     | 3-1       |
| 16        | 8 martie 1970      | Jiul Petroșani      | deplasare | 0-1       |
| 17        | 15 martie 1970     | U Cluj              | acasă     | 1-2       |
| 18        | 22 martie 1970     | Dinamo Bacău        | deplasare | 3-3       |
| 19        | 29 martie 1970     | Steaua București    | acasă     | 0-1       |
| 20        | 5 aprilie 1970     | Steagul Roșu Brașov | acasă     | 1-0       |
| 21        | 12 aprilie 1970    | Petrolul Ploiești   | deplasare | 1-1       |
| 22        | 18 aprilie 1970    | Crișul Oradea       | acasă     | 2-1       |
| 23        | 28 iunie 1970      | U Craiova           | deplasare | 2-1       |
| 24        | 1 iulie 1970       | Farul Constanța     | acasă     | 2-3       |
| 25        | 5 iulie 1970       | UTA                 | deplasare | 1-2       |
| 26        | 8 iulie 1970       | FC Argeș            | acasă     | 4-1       |
| 27        | 12 iulie 1970      | Rapid București     | deplasare | 2-1       |
| 28        | 15 iulie 1970      | CFR Cluj            | deplasare | 1-2       |
| 29        | 19 iulie 1970      | Poli Iași           | acasă     | 1-1       |
| 30        | 22 iulie 1970      | ASA Târgu Mureș     | deplasare | 0-2       |

| Cupa României | Cupa României | Cupa României       | Cupa României | Cupa României |
| Etapa         | Data          | Adversar            | Stadion       | Rezultat      |
| ------------- | ------------- | ------------------- | ------------- | ------------- |
| șaisprezecimi | 17 mai 1970   | Poli Timișoara      | deplasare     | 1-0           |
| optimi        | 31 mai 1970   | Tractorul Brașov    | Câmpina       | 3-0           |
| sferturi      | 13 iunie 1970 | Jiul Petroșani      | Sibiu         | 2-1           |
| semifinale    | 24 iunie 1970 | Steagul Roșu Brașov | Câmpina       | 3-1           |
| finala        | 26 iulie 1970 | Steaua București    | București     | 1-2           |

| Legendă    |
| ---------- |
| victorie   |
| egal       |
| înfrângere |

## Finala Cupei României
| 26 iulie 1970 | Dinamo București      | 1 – 2 | Steaua București      | Stadionul 23 August, București Spectatori: 30.000 Arbitru: Gheorghe Limona (București) |
| 26 iulie 1970 | Florea Dumitrache 79' |       | Florea Voinea 7', 56' | Stadionul 23 August, București Spectatori: 30.000 Arbitru: Gheorghe Limona (București) |

| DINAMO:                 |                   |     |
|                         |                   |     |
| P                       | Iosif Cavai       |     |
| F                       | Florin Cheran     |     |
| F                       | Lică Nunweiller   | 46' |
| F                       | Cornel Dinu       |     |
| F                       | Augustin Deleanu  |     |
| M                       | Viorel Sălceanu   |     |
| M                       | Radu Nunweiller   |     |
| A                       | Ion Pîrcălab      |     |
| A                       | Mircea Lucescu    |     |
| A                       | Florea Dumitrache |     |
| A                       | Ion Hajdu         | 64' |
| Înlocuiri:              |                   |     |
| M                       | Mircea Stoenescu  | 46' |
| A                       | Gavrilă Both      | 64' |
| Antrenor:               |                   |     |
| Nicolae Nicușor Dumitru |                   |     |

| STEAUA:       |                    |     |
|               |                    |     |
| P             | Vasile Suciu       |     |
| F             | Gheorghe Cristache |     |
| F             | Lajos Sătmăreanu   |     |
| F             | Marius Ciugarin    |     |
| F             | Iosif Vigu         |     |
| M             | Dumitru Dumitriu   |     |
| M             | Ioan Naom          |     |
| A             | Costică Ștefănescu | 60' |
| A             | Florea Voinea      |     |
| A             | Anghel Iordănescu  |     |
| A             | Carol Creiniceanu  | 65' |
| Înlocuiri:    |                    |     |
| A             | Vasile Negrea      | 60' |
| A             | Mihai Mirăuță      | 65' |
| Antrenor:     |                    |     |
| Ștefan Kovacs |                    |     |

## Transferuri
Înaintea sezonului, Dinamo îi aduce pe Augustin Deleanu de la Poli Iași , Lică Nunweiller de la Dinamo Bacău și Marin Andrei de la Steaua. Promovează în prima echipă Florin Cheran, Iosif Cavai, Alexandru Moldovan și Vasile Dobrău.
O serie de jucători sunt transferați în străinătate: Ilie Datcu la Fenerbahce, Lică Nunweiller și Cornel Popa la Beșiktaș, Iosif Varga la Wuppertaler SV.